# Peggy Suicide
Az 1991-es Peggy Suicide Julian Cope hetedik nagylemeze. Mérföldkőnek számít Cope pályafutásában. Az album szerepel az 1001 lemez, amit hallanod kell, mielőtt meghalsz című könyvben.

## Az album dalai
|     | Cím                                 | Szerző(k)     | Hossz |
| --- | ----------------------------------- | ------------- | ----- |
| 1.  | Pristeen                            | Cope          | 4:43  |
| 2.  | Double Vegetation                   | Cope          | 3:52  |
| 3.  | East Easy Rider                     | Cope          | 4:00  |
| 4.  | Promised Land                       | Cope          | 3:40  |
| 5.  | Hanging Out And Hung Up On The Line | Cope          | 4:44  |
| 6.  | Safesurfer                          | Cope          | 8:07  |
| 7.  | If You Loved Me At All              | Cope, Skinner | 5:00  |
| 8.  | Drive She Said                      | Cope          | 4:37  |
| 9.  | Soldier Blue                        | Cope          | 4:49  |
| 10. | You...                              | Cope          | 1:49  |
| 11. | Not Waving But Drowning             | Cope          | 4:17  |
| 12. | Head                                | Cope          | 2:21  |
| 13. | Leperskin                           | Cope          | 5:12  |
| 14. | Beautiful Love                      | Cope          | 3:13  |
| 15. | Western Front 1992 CE               | Cope          | 2:01  |
| 16. | Hanging Out & Hung Up On The Line   | Cope          | 4:48  |
| 17. | The American Lite                   | Cope          | 4:03  |
| 18. | Las Vegas Basement                  | Cope          | 5:04  |

## Közreműködők
- Julian Cope – ének, elektromos és akusztikus gitár, basszusgitár, Moog szintetizátor, vonósok hangszerelése
- Donald Ross Skinner – basszusgitár, elektromos gitár, orgona, omnichord
- Michael "Moon-Eye" Watts – elektromos gitár
- Ron Fair – zongora
- G.S. Butterworth – Moog szintetizátor
- Rooster Cosby – dob, ütőhangszerek, konga
- Mike Joyce – dob a Hanging Out & Hung Up On The Line, You... és Las Vegas Basement dalokon
- J.D. Hassinger – elektromos dobok, csörgődob
- Ronnie Ross – baritonszaxofon
- Aaf Verkade – trombita
- Dan Levett – cselló
- Lulu Chivers, Edwin Vernon, Camilla Mayer – háttérvokál
- Hugo Nicolson – hangmérnök

## Fordítás
Ez a szócikk részben vagy egészben a Peggy Suicide című angol Wikipédia-szócikk ezen változatának fordításán alapul.  Az eredeti cikk szerkesztőit annak laptörténete sorolja fel. Ez a jelzés csupán a megfogalmazás eredetét és a szerzői jogokat jelzi, nem szolgál a cikkben szereplő információk forrásmegjelöléseként.